# 제티베이
제티베이(조지아어: Жетібай, Zhetybay)는 카자흐스탄 망기스타우주에 위치하고 있는 마을로, 위치상 해발 고도는 146 m(479 ft)에 위치하고 있다. 인구는 통계 추이상 11,731명이다. 또한 유럽 고속도로 121호선이 해당 마을을 통과하고 있으며, 투르크메니스탄의 국경과도 인접해 있다.